# 베스 피닉스
베스 피닉스(Beth Phoenix, 1980년 11월 24일 ~ )는 엘리자베스 캐롤란 네이 코캔스키(Elizabeth Carolan nee Kocanski)다. 미국의 여자 프로레슬링선수다. 피니쉬는 글램 슬램(엘리베이티드 더블 치킨윙 페이스버스터), 초크밤, 글램 슬램 스트래치(레그 트랩 카멜 클러치)베스 벨리 드라이버(데스 벨리 드라이버), 글래머존 수플렉스(딜레이 크레들 수플렉스), 다운 인 플래임즈(미치노쿠 드라이버 II)로 사용을 한다. 예전 피니쉬는 피닉스 드라이버(피셔맨 수플렉스)였다.

## 신체 사항
키 168cm
몸무게 68kg

## 수상 경력
- FNW 크루저웨이트 챔피언 1회
- GLORY 챔피언 1회
- OVW 위민스 챔피언 1회
- WWE 위민스 챔피언 (구 버전) 3회
- WWE 디바스 챔피언 1회
- 2017년 WWE 명예의 전당 헌액